# The Varsity
The Varsity - сеть ресторанов, играющая большую роль в современной культуре Атланты, штат Джорджия. Ресторан известен тем, что является самым большим в мире. В настоящее время существует 6 ресторанов в Атланте и один около Университета Джорджии в Афинах, штат Джорджия.

## История

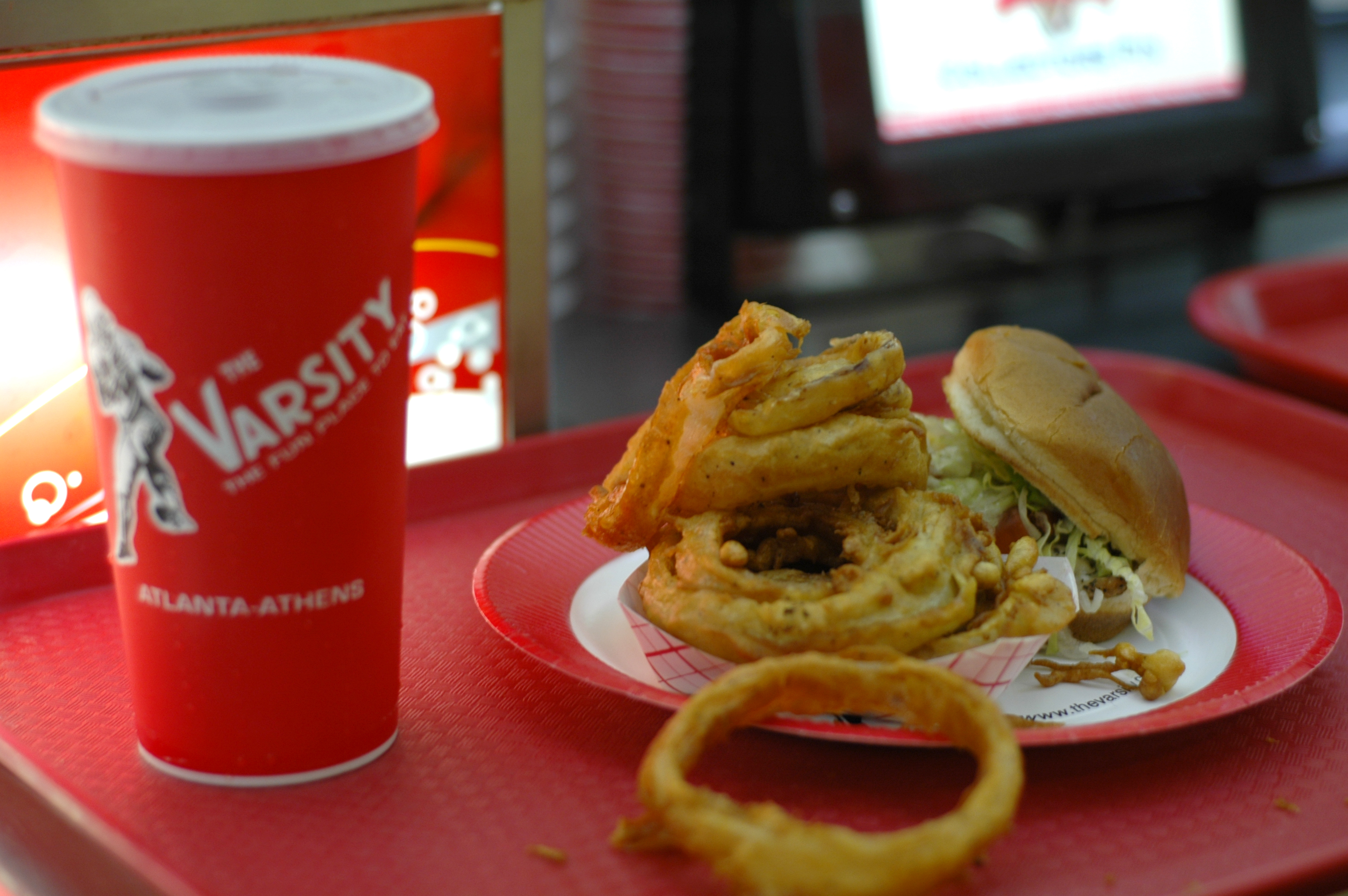
Обед спортивной команды университета

Первоначально ресторан назывался «Жёлтый Жакет». Затем он был переименован в «Варсити». Ресторан был открыт в 1928 году на углу улицы Лаки Хемфилл — авеню в Центре Атланты. В его открытии и продвижении принял участие Технологический институт Джорджии, но в 1925 году решил отказаться от сотрудничества с рестораном. Тогда, как и сейчас, ресторан обслуживали студенты различных ВУЗов. «Варсити» тогда впервые стал использовать систему «еда на колёсах», которая используется и по сей день.

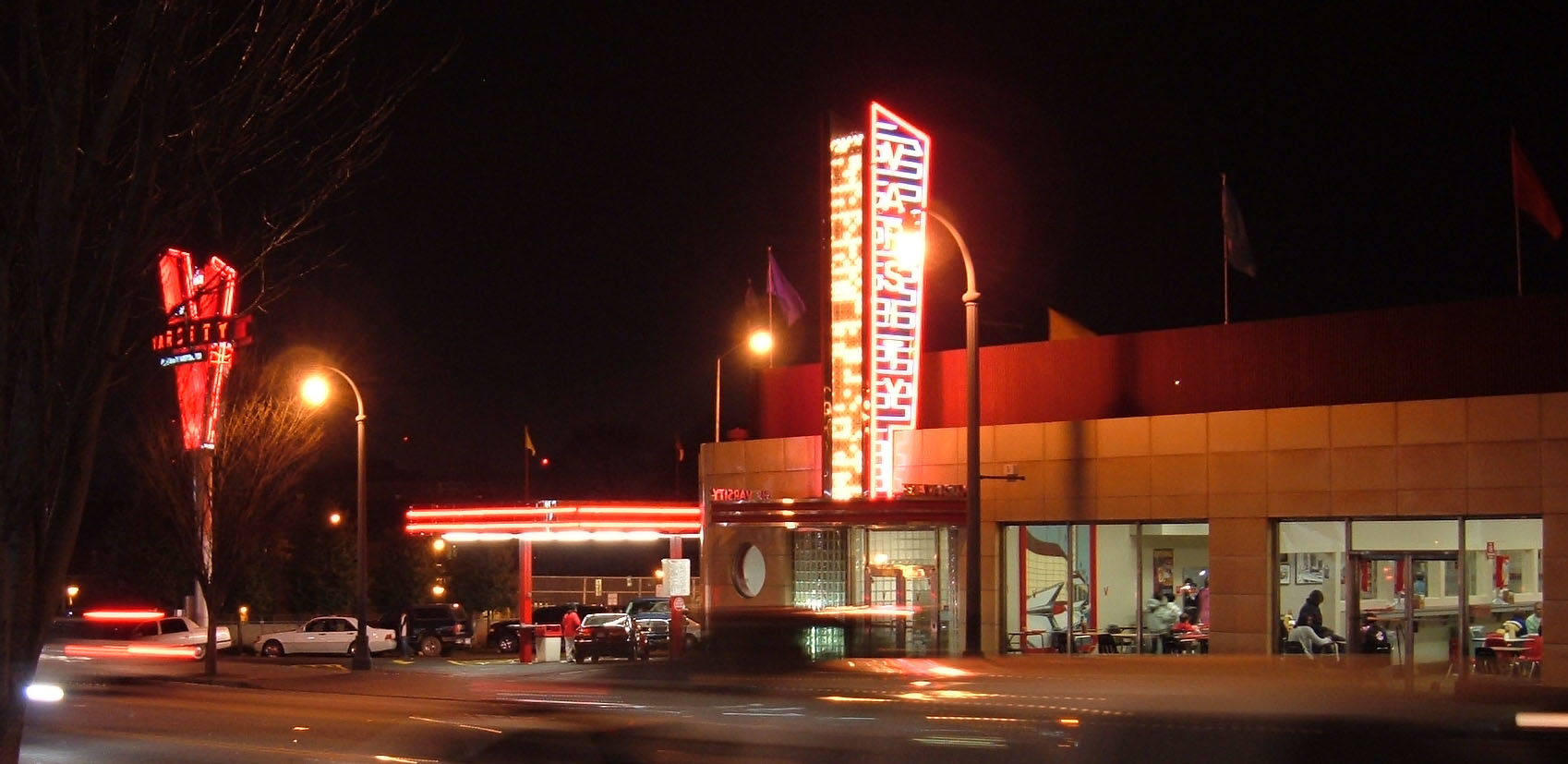
Варсити на Северной ул. в субботу вечером.

## В общественности
Одним из самых известных сотрудников ресторана был Эрби Уолкер, который проработал там 55 лет вплоть до смерти в 2008 году. Он начал работать с «Варсити» в возрасте 15 лет на должности уборщика, но вскоре перешел на кухню. Эрби Уолкер вышел на пенсию в 2003 году, но вернулся через три недели. В этом году его имя было вывешено в Атланте на Доске почёта. 
Юморист Нипси Рассел начал свою карьеру в развлечениях «Варсити» в 1940 году. Творческий и изобретательный Расселл одевался в яркие наряды и выходил с шутками и забавными песнями, тем самым зарабатвая себе дополнительный опыт. Президенты США Джимми Картер, Джордж Буш и Билл Клинтон посещали «Варсити» во время их пребывания в должности. Художник журнала Mad Джек Дэвис сделал рекламу «Варсити».

## Особенность
На протяжении многих лет в Атланте «Варсити» был синонимом умному и нетрадиционному слову. Кассиры стоят в раскрашенных ярких костюмах и постоянно говорят фразу «Что же я буду есть?». Кроме того, этот вопрос они должны задавать всем посетителям. Также, кроме «Что же я буду есть?» кассиры разработали свой собственный стиль разговора: крики по поводу и без. Кухня в ресторане открыта, и посетители свободно могут услышать крики кассиров. 

## Известные сотрудники в прошлом
- Питер Гзовски, телеведущий и репортер, ведущий программы CBC "Морнингсайд" (1982-1997)
- Майкл Игнатьев, общественный деятель, преподаватель Школы государственного управления имени Джона Ф. Кеннеди, член парламента и бывший лидер Либеральной партии Канады
- Майкл Кестертон, обозреватель The Globe and Mail
- Уильям Лайон Маккензи Кинг, 10 - е Премьер - министр Канады
- Марк Кингвелл, профессор Университета Торонто, старший научный сотрудник колледжа Мэсси
- Наоми Кляйн, журналистка, автор книг "Без логотипа" и "Доктрина шока"....
- Дэвид Меггинсон, разработчик компьютерного программного обеспечения
- Чендлер Левак, писатель и кинорежиссер
- Грэм Ф. Скотт, главный редактор Canadian Business
- Деннис Чокет, национальный редактор The Globe and Mail
- Линда Маккуэйг, обозреватель Toronto Star
- Том Уолком, обозреватель Toronto Star
- Боб Рей, стипендиат Родса, 21 -й премьер - министр провинции Онтарио, член парламента
- Эдвард Робертс, 11 - е Вице -губернатор Ньюфаундленда и Лабрадора
- Фрэнк Шустер и Джонни Уэйн, комики, наиболее известные своими работами в качестве комедийного дуэта Уэйна и Шустера
- Изабель Винсент, журналистка National Post, бывший корреспондентThe Globe and Mail
- Клайв Томпсон, журналист и автор научно-технических статей для Wired (журнала)
- Конан Тобиас, редактор Taddle Creek
- Барбара Амиел, журналистка, обозреватель Maclean's
- Джейсон Шеп, лауреат Пулитцеровской премии и редактор по международным вопросам в Reuters
- Джеймс Лаксер, политический экономист